# Andrés Bello (Trujillo)
Andrés Bello é um município da Venezuela localizado no estado de Trujillo.
A capital do município é a cidade de Santa Isabel.